# Newdale (Idaho)
Ne doit pas être confondu avec Newdale (Manitoba).
Newdale est une ville américaine située dans le comté de Fremont en Idaho.
Selon le recensement de 2010, Newdale compte 323 habitants. La municipalité s'étend alors sur 0,20 mille carré (0,52 km2).